# フロリダ (戦艦)
フロリダ (USS Florida, BB-30) はアメリカ海軍の戦艦。フロリダ級戦艦の1番艦。艦名はフロリダ州にちなむ。その名を持つ艦としては5隻目。

## 艦歴
「フロリダ」は1909年3月8日にニューヨーク海軍工廠で起工。1910年5月12日にE. D. フレミング（元フロリダ州知事の娘）によって命名・進水、1911年9月15日に初代艦長H. S. ナップ大佐の指揮下就役した。
カリブ海およびメイン州沖合での広範囲な訓練の後に、「フロリダ」は1912年3月29日にハンプトン・ローズに到着し大西洋艦隊第1艦隊の旗艦として着任した。その後、航海訓練、艦隊演習、砲撃訓練および士官候補生の訓練巡航を定期的に行い、多くの東海岸の港及びカリブ海水域を訪れた。1914年初頭のメキシコとの緊張で、2月16日にベラクルスに到着しベラクルス占領の間同水域に留まった。その後7月にニューヨークへ向かい、艦隊作戦に従事した後10月には第2艦隊に配属された。
第一次世界大戦へアメリカが参戦すると、「フロリダ」はチェサピーク湾での訓練を終えて第9戦艦部隊と共にイギリス海軍艦隊に合流するため出航し、オークニー諸島のスカパ・フローに1917年12月7日到着した。艦隊演習および展開に参加し、第6戦艦部隊と共に船団護衛任務に終戦まで従事した。1918年11月21日にはフォース湾へ抑留されるドイツ高速艦隊を護衛するための大艦隊の一部として参加した。
「フロリダ」はパリ講和会議に出席するウッドロウ・ウィルソン大統領が乗る輸送艦「ジョージ・ワシントン(USS George Washington) 」を護衛し、フランスのブレストを12月12日、13日に訪れた。その後12月の後半にニューヨークのノース・リバーで行われた観艦式に参加し、続いて平時活動に戻るため1919年1月4日にバージニア州ノーフォークに帰還した。5月にはアゾレス諸島への巡航を行い、初の海軍機による大西洋横断のための気象観測を行った。
その後「フロリダ」はピルグリム・ファーザーズ上陸300年記念式典に1920年8月に参加し、ロバート・ランシング国務長官の南米及びカリブ海訪問にも使用された。また、カリブ海での海兵隊の上陸作戦への参加や海軍兵学校の士官候補生の訓練巡航も行った。
「フロリダ」は1924年6月にドック入りし、1925年4月1日から1926年11月1日までボストン海軍造船所で近代化改装が行われた。近代化の内容は甲板装甲の強化および対水雷バルジの装着、副砲塔の再配置などが含まれた。4基のボイラーは石炭燃焼から重油燃焼に変更され、二本あった煙突は一本に統合された。前方の篭マストはより低く近代化されたマストに変更され、3番及び4番砲塔後方に設置された。16門の45口径5インチ砲の内、船体側面に装備されていた4門は撤去された。2門の21インチ魚雷発射管も撤去された。しかしながら近代化後の「フロリダ」は数年の活動の後、1930年のロンドン海軍軍縮会議の結果削減されることとなった。
「フロリダ」は1931年2月16日にフィラデルフィア海軍工廠で退役した。1932年4月6日に除籍され、条約に基づき同工廠で解体された。解体作業は1932年9月30日に終了した。
「フロリダ」で使用された銀製食器一式は現在フロリダ州知事公邸のステート・ダイニング・ルームで展示される。艦内時鐘はフロリダ大学のベン・ヒル・グリフィンスタジアムで展示される。